# Valentina Fedorets
Valentina Aleksandrovna Fedorets (en russe : Валентина Александровна Федорец ; 1923-1976) est une astronome soviétique.

## Postérité
Le cratère vénusien Fedorets a été nommé en son honneur .